# Prêmio Patrick-Dewaere
O Prêmio Patrick-Dewaere (em francês: Prix Patrick-Dewaere) é um prêmio de cinema francês para atores de revelação na indústria cinematográfica francesa.
O prêmio, concedido anualmente em Paris junto com o prêmio Romy Schneider (para atrizes de revelação), é nomeado em honra do ator francês Patrick Dewaere (1947-1982) desde 2008. A denominação anterior, o Prêmio Jean Gabin (Prix Jean Gabin), concedido desde 1981, foi abandonada pelos organizadores por causa de uma disputa jurídica com os descendentes do ator francês Jean Gabin (1904-1976).

## Lista dos laureados
| Ano  | Laureado            | Nacionalidade |
| 1981 | Thierry Lhermitte   | França        |
| 1982 | Gérard Lanvin       | França        |
| 1983 | Gérard Darmon       | França        |
| 1984 | François Cluzet     | França        |
| 1985 | Christophe Malavoy  | França        |
| 1986 | Tchéky Karyo        | França        |
| 1987 | Jean-Hugues Anglade | França        |
| 1988 | Thierry Frémont     | França        |
| 1989 | Vincent Lindon      | França        |
| 1990 | Lambert Wilson      | França        |
| 1991 | Fabrice Luchini     | França        |
| 1992 | Vincent Perez       | Suíça         |
| 1993 | Olivier Martinez    | França        |
| 1994 | Manuel Blanc        | França        |
| 1995 | Mathieu Kassovitz   | França        |
| 1996 | Guillaume Depardieu | França        |
| 1997 | Yvan Attal          | França        |
| 1998 | Vincent Elbaz       | França        |
| 1999 | Samuel Le Bihan     | França        |
| 2000 | Guillaume Canet     | França        |
| 2001 | José Garcia         | França        |
| 2002 | Benoît Poelvoorde   | Bélgica       |
| 2003 | Johnny Hallyday     | França        |
| 2004 | Lorant Deutsch      | França        |
| 2005 | Clovis Cornillac    | França        |
| 2006 | Jérémie Renier      | Bélgica       |
| 2007 | sem premiação       | sem premiação |
| 2008 | Jocelyn Quivrin     | França        |
| 2009 | Louis Garrel        | França        |
| 2010 | Tahar Rahim         | França        |
| 2011 | Gilles Lellouche    | França        |
| 2012 | JoeyStarr           | França        |
| 2013 | Raphaël Personnaz   | França        |